# Giordano Pratolongo
Giordano Pratolongo (Trieste, 22 febbraio 1905 – Trieste, 3 marzo 1953) è stato un politico e partigiano italiano.

## Biografia
Iscritto al Partito Socialista Italiano nel 1919, alla nascita del Partito Comunista d'Italia nel 1921 dopo il XVII Congresso di Livorno, aderisce alla scissione per ricoprirne un ruolo dirigenziale. Viene licenziato dal posto di lavoro per l'impegno in politica, e nel 1926 viene incarcerato a Padova con l'accusa di antifascismo. Costretto ad espatriare, si rifugia prima in Lussemburgo, da dove viene espulso e costretto a riparare prima in Francia e poi in Unione Sovietica. Nel 1931 rientra in Italia e viene subito catturato dall'OVRA, e imprigionato a Bologna, dove subisce torture ed il deferimento al tribunale speciale. Condannato a dodici anni di reclusione, viene confinato sull'Isola di Ventotene, dove sconterà dieci anni di prigionia. Rientra a Trieste nel 1943, dove riorganizza insieme a Natale Colarich, Luigi Frausin, Zeffirino Pisoni e Paolo Morgan la pubblicazione de Il Lavoratore e a seguito dell'Armistizio diventa organizzatore delle prime Brigate Garibaldi del triestino.
Al termine del conflitto viene nominato dal Partito Comunista Italiano membro dell'Assemblea Costituente, e quindi deputato di diritto nella I legislatura. Si dimise nel 1951 a seguito delle conseguenze di un'aggressione subita presso la stazione ferroviaria di Monfalcone da parte di un gruppo di neofascisti che non furono mai processati. 
In occasione dei settant’anni dalla sua scomparsa l'ANPI provinciale di Gorizia ha pubblicato una ricerca a cura di Marco Barone e Tullio Paiza con la quale si è voluto ricordare la figura di Pratolongo. 
La proposta dell'ANPI di dedicare il piazzale della stazione a Pratolongo e di apporre una targa in suo ricordo è stata respinta dall'amministrazione comunale monfalconese.